# Eumenidiopsis
Eumenidiopsis (лат.) — род одиночных ос (Eumeninae).

## Описание
От близких родов ос отличается следующими признаками: пронотум длиннее ширины в дорсальном виде; тергит I длиннее ширины в дорсальном виде; задний конец тергита II с неглубокой впадиной. Тергит I более чем в 0,5 раза шире тергита II в дорсальном виде. Средние голени с одной шпорой. Переднее крыло с первой и второй возвратными жилками, исходящими в субмаргинальной ячейке II.

## Классификация
В мировой фауне известно 8 видов. Афротропика.
- Eumenidiopsis astutus (Kohl, 1906)
- Eumenidiopsis bacilliformis (Giordani Soika, 1940)
- Eumenidiopsis jacoti Giordani Soika, 1977
- Eumenidiopsis mixtus (Giordani Soika, 1943)
- Eumenidiopsis nigritus (Kohl, 1906)
- Eumenidiopsis nitens (Giordani Soika, 1939)
- Eumenidiopsis striativentris (Giordani Soika, 1940)
- Eumenidiopsis subtilis (Giordani Soika, 1939)